# Waterpolo als Jocs Olímpics d'Estiu del 2000
Als Jocs Olímpics d'Estiu del 2000 celebrats a la ciutat de Sydney (Austràlia) es disputaren dues proves de waterpolo, una en categoria masculina i una altra en categoria femenina, sent la primera vegada en la història dels Jocs que es permeté la competició de les dones. La competició es desenvolupà entre els dies 16 de setembre i 1 d'octubre del 2000 al Centre Aquàtic Internacional de Sydney i el Ryde Aquatic Leisure Centre.

## Comitès participants
Hi participaren un total de 231 jugadors, entre ells 153 homes i 78 dones, de 13 comitès nacionals diferents:
| Categoria masculina - Austràlia - Croàcia - Eslovènia - Estats Units - Espanya - Grècia - Hongria - Itàlia - RF Iugoslàvia - Kazakhstan - Països Baixos - Rússia | Categoria femenina - Austràlia - Canadà - Estats Units - Kazakhstan - Països Baixos - Rússia |

## Resum de medalles
| Prova                     | Or | Argent | Bronze |
| Waterpolo masculí Detalls | HongriaZoltán Szécsi · Bulcsú Székely · Zsolt Varga · Tamás Märcz · Tamás Molnár · Barnabás Steinmetz · Tamás Kásás · Gergely Kiss · Zoltán Kósz · Tibor Benedek · Péter Biros · Rajmund Fodor                        | RússiaIrek Zinnourov · Dmitri Stratan · Revaz Tchomakhidze · Marat Zakirov · Nikolay Kozlov · Nikolai Maximov · Andrei Reketchinski · Serguei Garbouzov · Dmitry Gorshkov · Yuri Yatsev · Roman Balachov · Dmitri Douquine    | RF IugoslàviaPedrag Zimonjić · Jugoslav Vasović · Vladimir Vujasinović · Nenad Vukanić · Aleksandar Šoštar · Petar Trbojević · Veljko Uskoković · Nikola Kuljača · Aleksandar Šapić · Dejan Savić · Aleksandar Ćirić · Danilo Ikodinović · Viktor Jelenić |
| Waterpolo femení Detalls  | AustràliaTaryn Woods · Debbie Watson · Liz Weekes · Danielle Woodhouse · Bronwyn Mayer · Gail Miller · Melissa Mills · Simone Hankin · Yvette Higgins · Kate Hooper · Naomi Castle · Joanne Fox · Bridgette Gusterson | Estats UnitsBrenda Villa · Kathy Sheehy · Coralie Simmons · Julie Swail · Courtney Johnson · Maureen O'Toole · Nicolle Payne · Heather Petri · Ericka Lorenz · Heather Moody · Bernice Orwig · Robin Beauregard · Ellen Estes | RússiaEkaterina Vassilieva · Elena Smurova · Elena Tokoun · Irina Tolkounova · Ioulia Petrova · Tatiana Petrova · Galina Rytova · Maria Koroleva · Natalia Koutouzova · Svetlana Kouzina · Marina Akobia · Ekaterina Anikeeva                             |

## Medaller
| Posició | País          | Or | Argent | Bronze | Total |
| 1       | Austràlia     | 1  | 0      | 0      | 1     |
| 1       | Hongria       | 1  | 0      | 0      | 1     |
| 3       | Rússia        | 0  | 1      | 1      | 2     |
| 4       | Estats Units  | 0  | 1      | 0      | 1     |
| 5       | RF Iugoslàvia | 0  | 0      | 1      | 1     |